# Eupithecia husseini
Eupithecia husseini là một loài bướm đêm trong họ Geometridae.